# I Want You (She's So Heavy) (Los Simpson)
I Want You (She's So Heavy), titulado Te quiero (ella pesa tanto) en Hispanoamérica y Te deseo (ella es muy fuerte) en España, es el decimosexto episodio de la trigésima temporada de la serie animada Los Simpson, y el episodio 655 de la serie en general. Se emitió en Estados Unidos en Fox el 10 de marzo de 2019.
El episodio fue dedicado a Luke Perry quien murió el 4 de marzo de 2019 y fue anteriormente estrella invitada como él mismo en el episodio "Krusty Gets Kancelled" (cuarta temporada).
El nombre de este episodio está tomado de un título de una canción de The Beatles del álbum Abbey Road. El episodio recibió críticas sumamente negativas tanto de críticos, fanáticos y público general, las principales críticas negativas al capítulo fue su historia rebuscada, argumento ya sobre utilizado, la estrella invitada y su concepto absurdo, además de eso diferentes críticos como fanáticos argumentaban que al episodio era un agotamiento de ideas, debido a las razones ya mencionadas I Want You (She's So Heavy) fue catalogado como uno de los peores episodio emitidos en el 2019, este capítulo a pesar de no tener la calificación más baja en Imdb fue colocado como el peor episodio de la Temporada 30 de la serie.

## Argumento
Marge y Homer están obligados a ir a la Noche del Conocimiento sobre Drogas y Alcohol (D.A.N.K. por sus siglas en inglés) en el Centro de Convenciones de Springfield Suites, así que contrataron a Shauna Chalmers para que cuide a los niños, pero su novio Jimbo Jones se cuela en la casa. Aburrido con el D.A.N.K. seminario se escabullen, pero en el pasillo se les invita a colarse en la Exposición de Bodas de Springfield con las etiquetas de los Heffernens. Mientras tanto, en casa, Lisa y Maggie están traumatizadas por las películas de terror que Jimbo está reproduciendo, mientras que Bart está hipnotizado por Jimbo y Shauna besándose. Los niños se van a caminar, y los niñeros organizan una fiesta en casa. Ned Flanders ve a los niños y los prepara para una taza de leche de coco caliente. De vuelta en la exposición de bodas, Homer y Marge, confundidos con el doctor y la señora Heffernen, se ven obligados a improvisar el discurso de apertura de la exposición, "Tendencias de la boda del próximo año".
 
De vuelta a casa, Marge y Homer están felices por el tiempo que pasaron juntos en la exposición, pero el ambiente está casi agriado cuando Homer encuentra que la fiesta de la casa aún está en proceso, por lo que despeja a los partidarios. Homer, aún sintiéndose romántico, intenta llevar a Marge arriba. En la parte superior, algo se rompe y caen por las escaleras. En el hospital, Marge tiene un tobillo torcido y Homer descubre que desarrolló una hernia inguinal. De vuelta en casa, los efectos secundarios de la medicación lo hacen alucinar su hernia, ahora llamada Wallace (Wallace Shawn), le habla en forma de un hombre pequeño. Al día siguiente, en la Terapia Física de Springfield, Marge es entrenada por un terapeuta neozelandés llamado Nigel, quien la invita a aprender kitesurf. Wallace, la hernia, convence a Homer para que evite hacer ejercicio, así como un viaje a la playa con Marge, causando una ruptura.
Al día siguiente, Marge está visiblemente decepcionada cuando Homer usa su lesión para salir del cuidado de los niños, ella le dice que llame a Selma y Patty para que la ayuden. Ellos, a su vez, abandonan a Homer en el bosque mientras él duerme. Mientras tanto en el parque, Lisa, sin otra pareja a la que recurrir, le pide consejo a Jimbo y Shauna, quienes le dicen que los padres que deberían encontrar intereses comunes. De vuelta en casa, Lisa convence a Homer para que lleve a los niños a la playa para su "proyecto escolar", mientras que Maggie, que puede ver y escuchar a Wallace, le da una bofetada a la hernia animada. En la playa, Homer retrocede ante el exceso de peso del Jefe Wiggum y decide unirse al kitesurf de Marge, donde se reconcilian, pero el viento sopla sus cometas en un parque eólico donde reciben nuevas lesiones.
En la Estación de Policía de Springfield, Marge descubre por el jefe Wiggum que Nigel es realmente un espía ruso llamado Dimitri, quien intentaba espiar a la central nuclear de Springfield donde trabaja Homer. Wiggum y los agentes federales arrestan a Dimitri.
En el epílogo, un tráiler de una película de espías llamada "Misión: Simposible" que también está protagonizada por Wallace la hernia como un pastiche del tema de Misión: Imposible que se va reproduciendo durante el tráiler.

## Recepción
Dennis Perkins de The A.V. Club le dio al episodio una clasificación D, indicando que "El programa se ve nítido y vibrante, la animación del programa combina sus elementos caricaturescos con una paleta de colores excepcionalmente agradable para resaltar como ningún otro programa en la televisión. El título es una referencia a una de las canciones más monótonas y no comerciales de los Beatles, una fascinante y laboriosa meditación sobre el amor y el deseo cuyo infame y abrupto final se siente como algo asombrosamente catastrófico. Al final del episodio, hay una tarjeta de título que dice una triste despedida a la memorable estrella invitada, Luke Perry, que es muy dulce."
"I Want You (She's So Heavy)" obtuvo un índice de audiencia de 0.8 con un 4 de share y fue visto por 2.21 millones de espectadores, lo que convirtió a Los Simpson en el segundo programa de Fox de la noche con mayor audiencia detrás de Padre de familia.